# Einsteinring

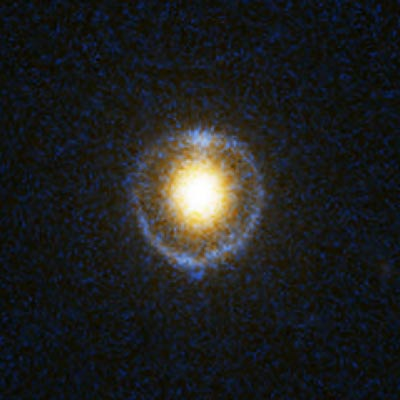

Einsteinring är en term inom astronomin för den deformation i form av en ring som ljuset från en avlägsen källa, som en galax eller en stjärna, bildar genom att ljuset böjs på grund av påverkan av gravitationen från en stor massa (som en annan galax eller ett svart hål). Detta inträffar när källan, massan och observatören är på en perfekt linje. Den första hela Einsteinringen som upptäcktes benämns B1938+666 och upptäcktes 1998 i ett samarbete mellan astronomer vid University of Manchester och NASAs rymdteleskop Hubble.

## Introduktion
En gravitationslins definieras av Albert Einsteins relativitetsteori. Istället för att ljus färdas i en rak linje i tre dimensioner, böjs det när det passerar nära en tung kropp som kröker rumtiden. Einstein kunde med hjälp av sina beräkningar visa att om ett tungt objekt, som kan betraktas som punktformigt, och den bakomliggande ljuskällan ligger i linje med varandra kommer symmetrin i gravitationslinsen att förvränga källan till en perfekt ring runt objektet. En Einsteinring är ett specialfall av en gravitationslins, orsakad av att källan, objektet och observatören är på en och samma linje.
Storleken på Einsteinringen ges av Einsteinradien. 
{\displaystyle \theta _{E}={\sqrt {{\frac {4GM}{c^{2}}}\;{\frac {d_{LS}}{d_{L}d_{S}}}}},}
{\displaystyle \theta _{E}} är storleken i radianer,
{\displaystyle G} är gravitationskonstanten,
{\displaystyle M} är linsobjektets massa,
{\displaystyle c} är ljusets hastighet i vakuum,
{\displaystyle d_{L}} är vinkelavståndet till linsobjektet,
{\displaystyle d_{S}} är vinkelavståndet till källan,
{\displaystyle d_{LS}} är vinkelavståndet mellan linsobjektet och källan.
Lägg märke till att när det gäller kosmologiska avstånd är normalt {\displaystyle d_{LS}\neq d_{S}-d_{L}}

## Historia
År 1912 förutspådde Einstein att ljuset kan böjas av en tung kropp. Detta var några år innan han 1916 publicerade den allmänna relativitetsteorin. I akademisk litteratur nämndes ringarna för första gången 1924 av Orest Chvolson. Först 1936 skrev Albert Einstein om effekten, efter att han fått den påpekad i ett brev från den tjeckiske ingenjören R W Mandl. Einstein skrev:
”Det finns naturligtvis inget hopp om att direkt få observera detta fenomen. För det första, vi kan knappast komma nära nog till en sådan perfekt linje. För det andra, vinkeln β är mindre än upplösningsförmågan hos våra instrument.”
(Science vol 84, s. 506, 1936).
I detta uttalande är β Einsteinradien. Denna kom senare att betecknas {\displaystyle \theta _{E}}. Einstein tänkte bara på möjligheten att observera Einsteinringar orsakade av stjärnor. Den chansen är väldigt liten. Chansen att observera Einsteinringar orsakade av större objekt som galaxer eller svarta hål är större då Einsteinringens vinkelstorlek ökar med objektets massa.

## Kända Einsteinringar
För tillfället är hundratals gravitationslinser kända. Ungefär ett halvt dussin av dem har partiella Einsteinringar med diametrar upp till en bågsekund. På grund av att linsobjekten inte har massan perfekt axiellt fördelad eller att källan, linsobjektet och observatören inte är perfekt på linje har bara ett par perfekta Einsteinringar observerats. De flesta ringarna har upptäckts i radioområdet.

## Flera ringar

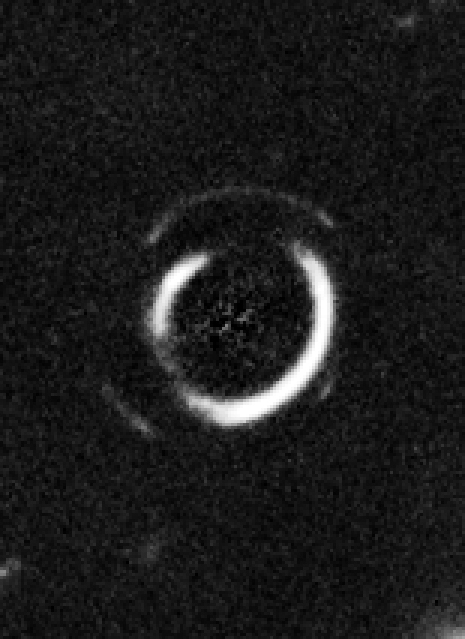
Dubbel Einsteinring

Raphael Gavazzi vid STScI och Tommaso Treu vid University of California, Santa Barbara har med hjälp av rymdteleskopet Hubble upptäckt dubbla Einsteinringar. För att Einsteinringar ska uppkomma krävs (som beskrevs innan) att källan, massan och observatören är på en perfekt linje. Om en dubbelring ska upptäckas krävs dessutom att en andra galax ligger på denna perfekta linje. Dubbla ringar ökar förståelsen av mörk materia, mörk energi, avlägsna galaxers karaktär och universums krökning. Oddsen att hitta en dubbelring är inte särskilt stora, de är 1 på 10 000. Att hitta 50 stycken lämpliga dubbelringar skulle ge astronomerna en mer noggrann mätning av hur mycket mörk materia det finns i universum och en uppskattning av tillståndsekvationen för den mörka energin med 10 procents precision. 